# Braunwasser
Braunwasser bezeichnet in der Siedlungswasserwirtschaft den Teil des Abwassers, der nur Fäzes, Spülwasser und Toilettenpapier enthält. Es entsteht durch Urinseparation mit Hilfe von „Trenntoiletten“, die Urin und Fäzes trennen. Es kann aufgrund starker Durchsetzung mit Viren, Parasiten und Bakterien nicht ohne weitere Behandlung für eine Wasseraufbereitung genutzt werden.
Herkömmliche Wasserklosetts produzieren Schwarzwasser, in dem im Gegensatz zum Braunwasser auch Urin enthalten ist.